# ۹۵۱ (میلادی)
۹۵۱ (میلادی) نهصد و پنجاه و یکمین سال تقویم میلادی است.

## درگذشتگان
‎